# Jean Caraccioli
Pour les articles homonymes, voir Caraccioli.
Jean Caracciolo ou Caraccioli (Giovanni Caracciolo en italien) (1480 † 1550), prince de Melfi, duc de Venosa, d’Alcoli et de Soria, grand sénéchal du royaume de Naples, maréchal de France, est un noble napolitain au service de la France,.

## Biographie
Il est né au sein de l'une des principales familles de la noblesse du royaume de Naples, la famille Caracciolo.
Jean Caraccioli s'attacha aux Français pendant l'occupation de Naples par Charles VIII. Il se rallia d’abord à la France et prit part à la bataille de Ravenne en 1512. Il rejoignit ensuite le parti de l’Empereur.
Fait prisonnier dans sa ville de Melfi en 1528 par le maréchal de Lautrec, et l’Empereur ayant refusé de payer sa rançon, il se retourna vers le roi de France.
François Ier lui rendit la liberté, le fit chevalier de l'ordre de Saint-Michel, Lieutenant général des armées, et lui donna Romorantin, Nogent, Brie-Comte-Robert, Châteauneuf-sur-Loire, Vitry-aux-Loges, et les Iles de Martigues, en compensation de la perte de ses biens d’Italie.
Il servit dès lors dignement dans la guerre de Provence du 18 août au 14 septembre 1536 contre l’Empereur. Il secourut en 1543 les villes de Luxembourg et de Landrecies. Maréchal de France en 1544, il fut nommé gouverneur du Piémont en 1545. Il mourut à Pas de Suse en août 1550.

## Armoiries
| Figure | Blasonnement                                     |
|        | De gueules, à trois bandes d'or, au chef d'azur. |